# Aigremont (Gard)
Aigremont és un municipi francès, situat al departament del Gard i a la regió d'Occitània.